# Dmitrij Bykov
Dmitrij Lvovič Bykov (rusky Дми́трий Льво́вич Бы́ков; * 20. prosince 1967, Moskva) je ruský spisovatel, básník a novinář.
Je otevřeným kritikem ruského prezidenta Vladimira Putina. V roce 2019 byl údajně otráven ruskými tajnými službami.

## Život
Vystudoval žurnalistiku na Lomonosovova univerzita v Moskvě. Vyučoval literaturu a historii sovětské literatury na moskevských středních školách. Byl profesorem na katedře světové literatury a kultury Státního institutu mezinárodních vztahů v Moskvě. Od roku 1993 psal do časopisu Ogoňok. Do roku 2008 měl svůj pořad na rádiu Echo Moskvy.
Je autorem řady próz, esejů, sbírek poezie a také životopisů Borise Pasternaka, Bulata Okudžavy a Maxima Gorkého.
Bykov je kritikem ruského vedení včetně prezidenta Vladimira Putina. Zaujal odmítavý postoj k ruské anexi Krymu i válce na východní Ukrajině. Protestoval proti věznění ukrajinského režiséra a aktivisty Oleha Sencova.
V roce 2019 byl údajně otráven ruskými tajnými službami. S příznaky prudké otravy byl hospitalizován v baškirském městě Ufa. Zvracel, ztratil vědomí a pět dní zůstal v kómatu. Investigativní žurnalisté z webů Bellingcat a Insider zjistili, že na jeho otravě se podíleli lidé ze stejné jednotky ruských tajných služeb, která připravila otravu opozičníka Alexeje Navalného.